# Нью-Джерсі
Нью-Дже́рсі (Ню Джерзі, англ. New Jersey МФА: [nuˈd͡ʒɝzi]) — штат США на узбережжі Атлантики; 20,2 тис. км², 7,9 млн мешканців; адміністративний центр Трентон, головні міста: Ньюарк, Джерсі-Сіті, Патерсон, Елізабет; територія (переважно низовина) дуже урбанізована, багато промислових підприємств (поліграфія, комп'ютери, ліки, одяг), інтенсивне рільництво (овочі), молочне тваринництво; курорти, рекреаційні осередки.

## Найбільші міста
| Місто        | Населення, осіб | Рік  |
| ------------ | --------------- | ---- |
| Ньюарк       | 277140          | 2010 |
| Джерсі-Сіті  | 247597          | 2010 |
| Патерсон     | 146199          | 2010 |
| Елізабет     | 124969          | 2010 |
| Трентон      | 84913           | 2010 |
| Кліфтон      | 84136           | 2010 |
| Кемден       | 77344           | 2010 |
| Пассеїк      | 66884           | 2008 |
| Юніон-Сіті   | 66455           | 2010 |
| Іст-Оранж    | 64270           | 2010 |
| Бейонн       | 63024           | 2010 |
| Вайнленд     | 58505           | 2007 |
| Нью-Брансвік | 51579           | 2009 |
| Гобокен      | 50005           | 2010 |

## Особливості
Близько 200 км узбережжя, включаючи гральний бізнес в Атлантик-Сіті і курорт Вікторіан-Біч на мисі Мей; Делавар-Уотер-Гап; Принстонський університет, історичний національний парк Моррістаун; національний музей Едісона; парк Менло; будинок Уолта Уїтмена в Кемдені; стадіон Медоулендс.
Вирощуються фрукти й овочі, риба і молюски; виробляються хімікати, фармацевтичні товари, мило й мийні засоби, транспортне устаткування; переробка нафти.
Відомі люди: Стефен Грейн, Томас Едісон, Томас Пейн, Поль Робсон, Френк Сінатра, Брюс Спрінгстін, Вудро Вільсон, Джон Бон Джові.

## Мовний склад населення (2010)[7]
| Мови          | Старші ніж 5 років, % |
| ------------- | --------------------- |
| Англійська    | 71,31                 |
| Іспанська     | 14,59                 |
| Італійська    | 1,06                  |
| Португальська | 1,06                  |
| Тагальська    | 0,96                  |
| Китайська     | 0,92                  |
| Корейська     | 0,89                  |
| Гуджараті     | 0,83                  |
| Польська      | 0,79                  |
| Хінді         | 0,71                  |
| інші          | 6,88                  |

## Українці в Нью-Джерсі
Особливе значення для українців має Саут-Баунд-Брук, містечко в окрузі Сомерсет. Відоме серед діаспори як «український Єрусалим» своїм українським церковно-меморіальним комплексом (український цвинтар св. Андрія Первозваного).

## Історія
Землі сучасного Нью-Джерсі були колонізовані в XVII столітті голландцями (Нові Нідерланди), передані Англії в 1664 році, стали штатом у 1787 році. Один з 13-ти перших штатів.

## Галерея

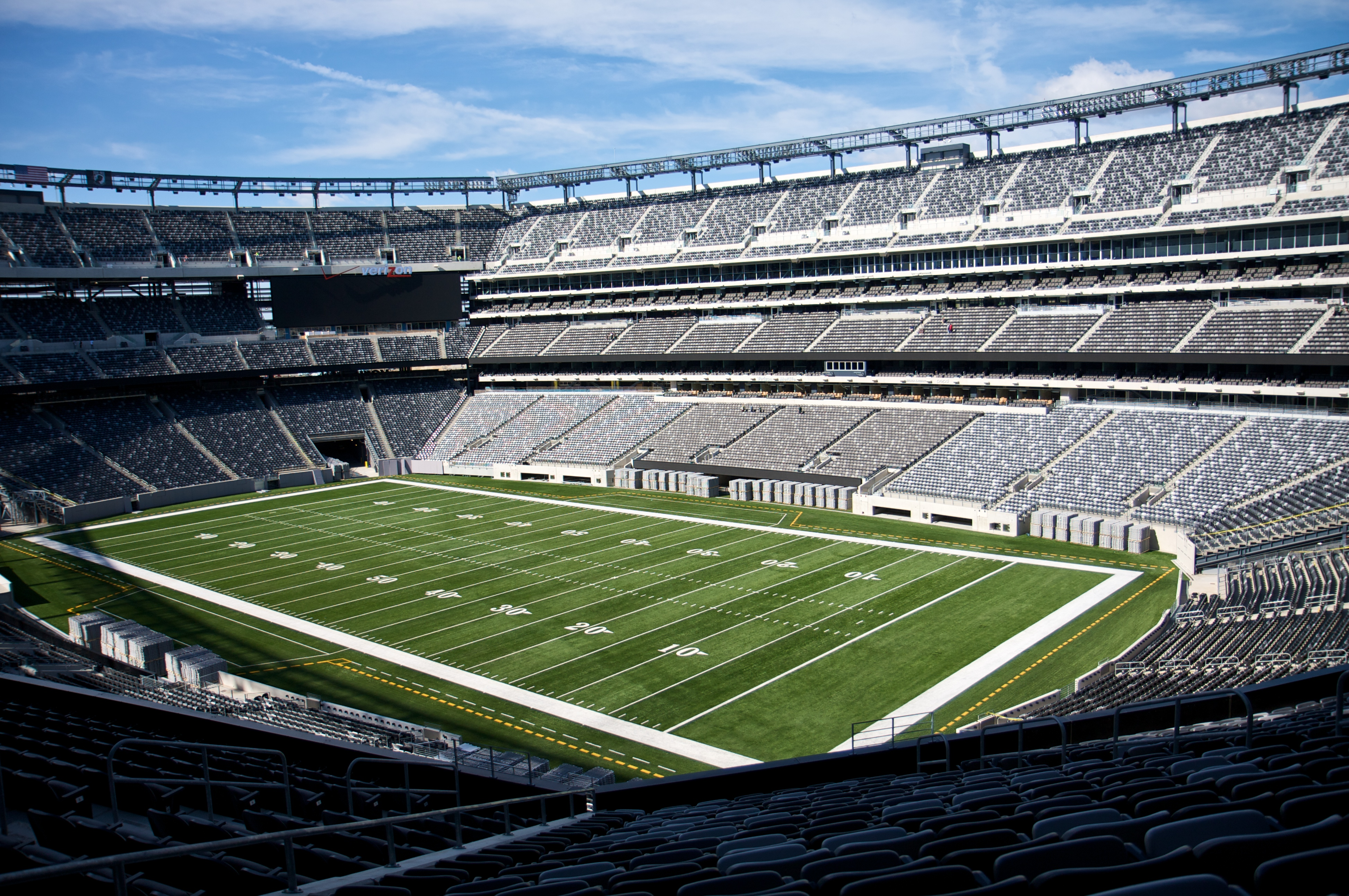
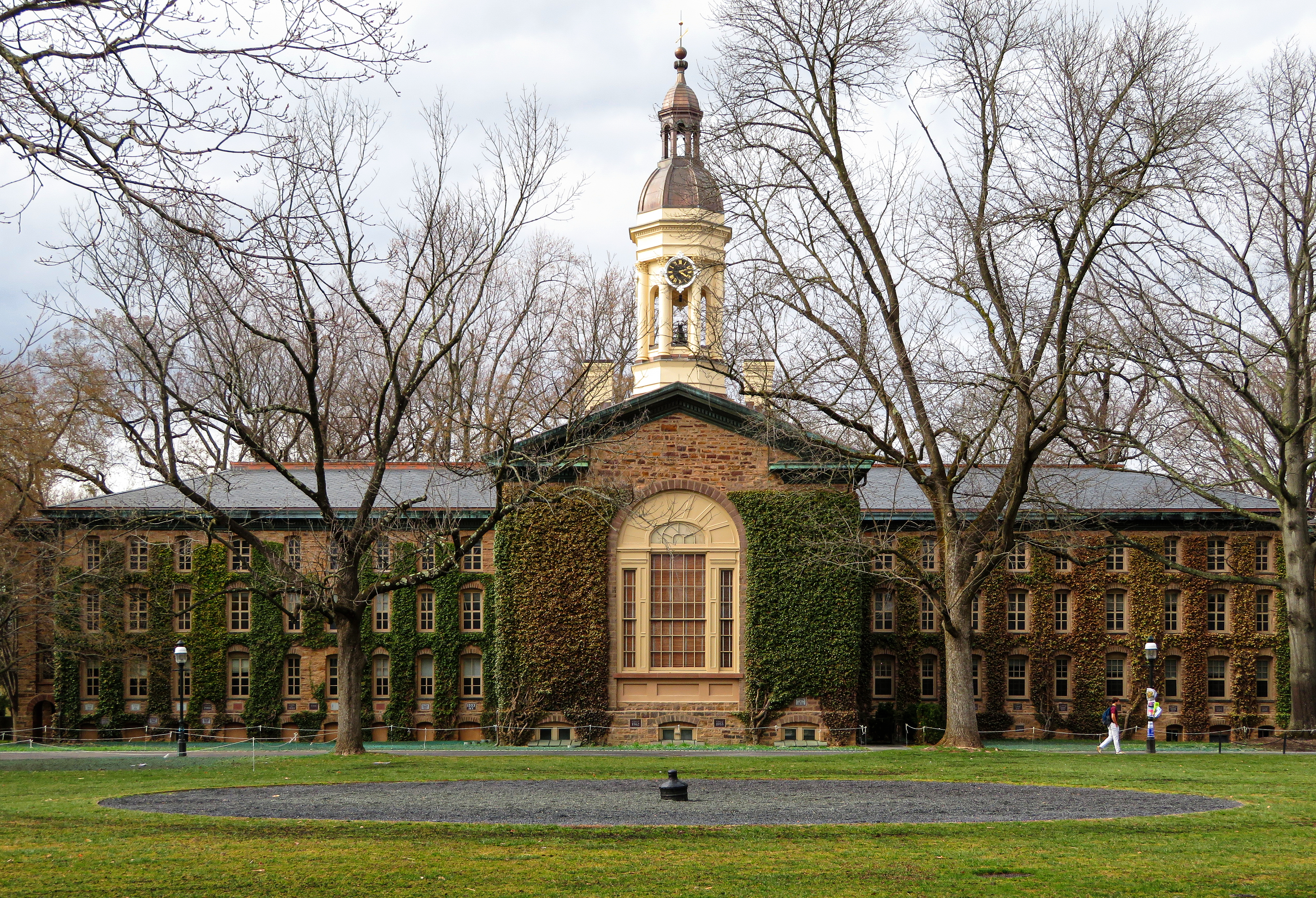
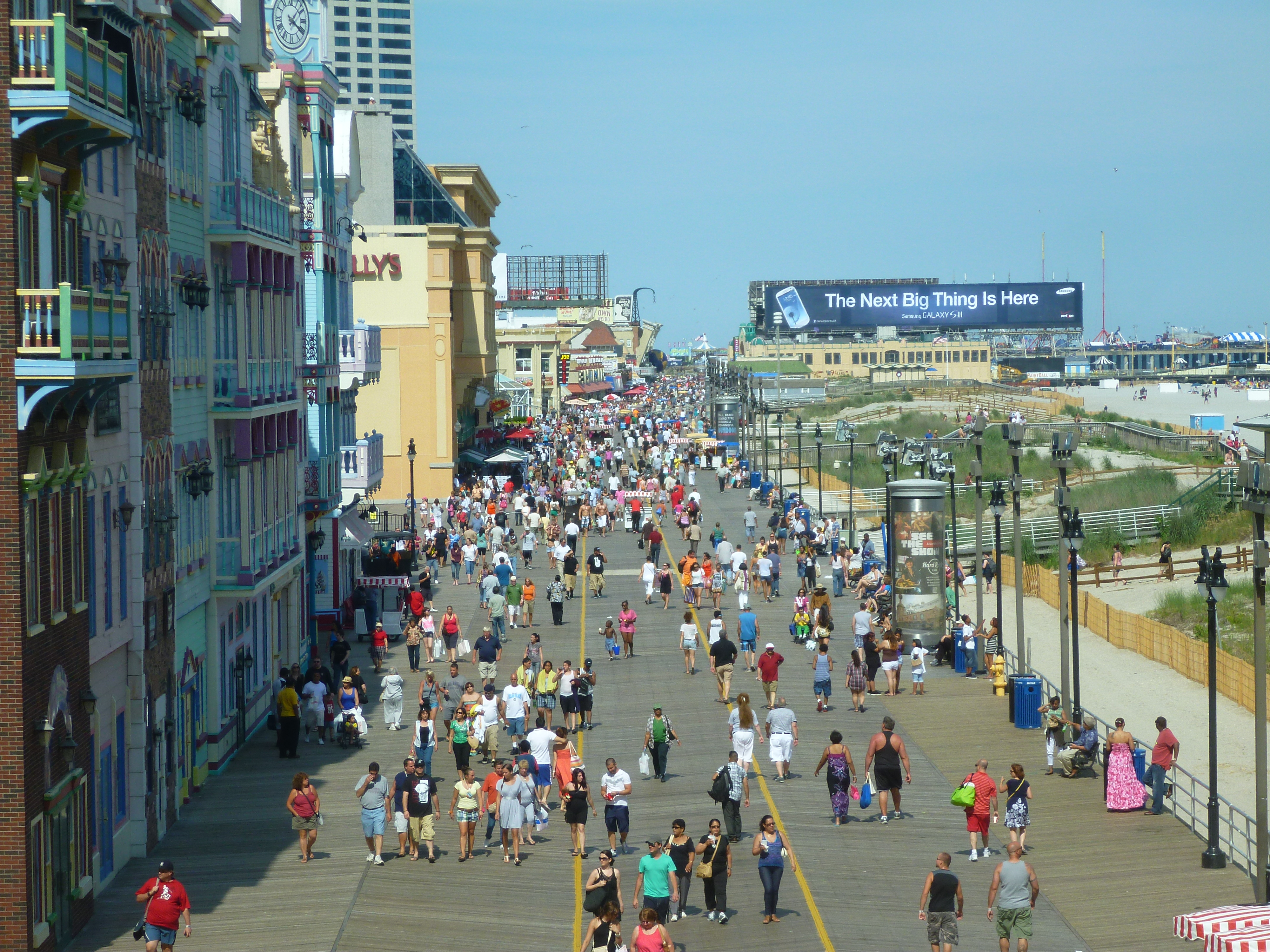